# Amtsgericht Lommatzsch

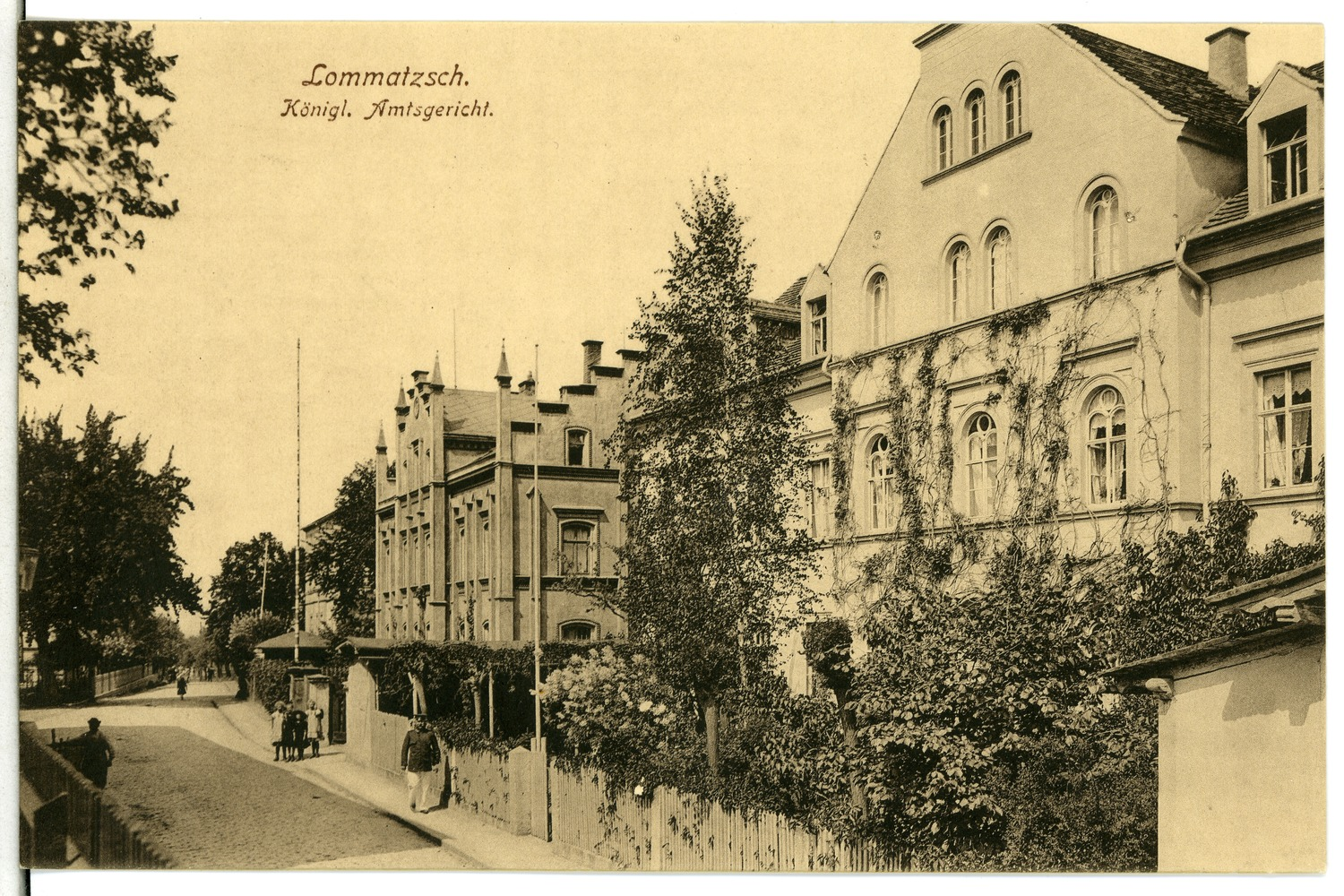
Amtsgericht Lommatzsch (1911)

Das Amtsgericht Lommatzsch war ein Gericht der ordentlichen Gerichtsbarkeit und ein Amtsgericht in Sachsen mit Sitz in Lommatzsch.

## Geschichte
In Lommatzsch bestand bis 1879 das Gerichtsamt Lommatzsch als Eingangsgericht. Im Rahmen der Reichsjustizgesetze wurden 1879 im Königreich Sachsen die Gerichtsämter aufgehoben und Amtsgerichte, darunter das Amtsgericht Lommatzsch, geschaffen. Der Gerichtssprengel umfasste Lommatzsch, Albertitz, Altlommatzsch, Altsattel, Arntitz, Badersen, Beicha, Berntitz, Birmenitz, Bornitz bei Lommatzsch, Churschütz, Daubnitz, Dennschütz, Dobernitz, Dobschütz, Dörschnitz, Eulitz, Gleina, Gödelitz, Graupzig mit Neugraupzig, Grauswitz (Grauschütz, Kranschütz, Krauswitz, Krausitz), Großwüstalbertitz, Ibanitz, Jessen bei Lommatzsch, Ketzergasse, Klappendorf, Krepta, Lautzschen mit Straßenhäusern, Leuben, Löbschütz bei Lommatzsch, Lossen, Marschütz, Meila, Mertitz, Messa mit Kleinmessa, Mettelwitz, Mögen, Neckanitz, Nelkanitz, Niederstaucha, Oberstaucha mit Pöhsig, Paltzschen, Petzschwitz, Pitschütz, Poititz, Praterschütz, Pröda bei Lommatzsch, Prositz bei Schieritz, Prositz bei Staucha, Raßlitz, Raube, Roitzsch bei Lommatzsch, Scheerau, Schleinitz mit Perba, Schweinitz, Schwochau, Sieglitz bei Lommatzsch, Steudten, Striegnitz, Treben bei Lommatzsch, Trogen, Wachtnitz, Wahnitz, Wauden, Weitzschenhain, Wilschwitz, Wuhnitz, Zöthain, Zscheilitz und Schochau. Das Amtsgericht Lommatzsch war eines von 14 Amtsgerichten im Bezirk des Landgerichtes Dresden. Der Amtsgerichtsbezirk umfasste danach 12.063 Einwohner. Das Gericht hatte damals eine Richterstelle und war ein kleines Amtsgericht im Landgerichtsbezirk.
Im Jahre 1952 wurde das Amtsgericht Lommatzsch in der DDR aufgehoben und an seiner Stelle das Kreisgericht Meißen errichtet. Gerichtssprengel war nur der Kreis Meißen.